# Cantón de Albertville-Norte
El cantón de Albertville-Norte (en francés canton d'Albertville-Nord) era una división administrativa francesa, que estaba situada en el departamento de Saboya y la región de Ródano-Alpes.

## Composición
El cantón estaba formado por seis comunas, más una fracción de la comuna que le daba su nombre:
- Albertville (fracción)
- Allondaz
- Césarches
- Mercury
- Pallud
- Thénésol
- Venthon

## Supresión del cantón
En aplicación del decreto n.º 2014-272 del 27 de febrero de 2014, el cantón de Albertville-Norte fue suprimido el 1 de abril de 2015 y sus 7 comunas pasaron a formar parte; cuatro del nuevo cantón de Ugine, dos del nuevo cantón de Albertville-1 y la fracción de la comuna que le daba su nombre se unió con la otra fracción para que, por medio de una reestructuración cantonal, fueran creados los nuevos cantones de Albertville-1 y Albertville-2.